# Esposizione universale di Parigi (1878)
La terza Esposizione universale di Parigi (in francese Exposition Universelle) si svolse dal 20 maggio al 10 novembre 1878 e celebrò la ripresa della Francia dopo la guerra franco-prussiana del 1870-71.

## Sito e padiglioni

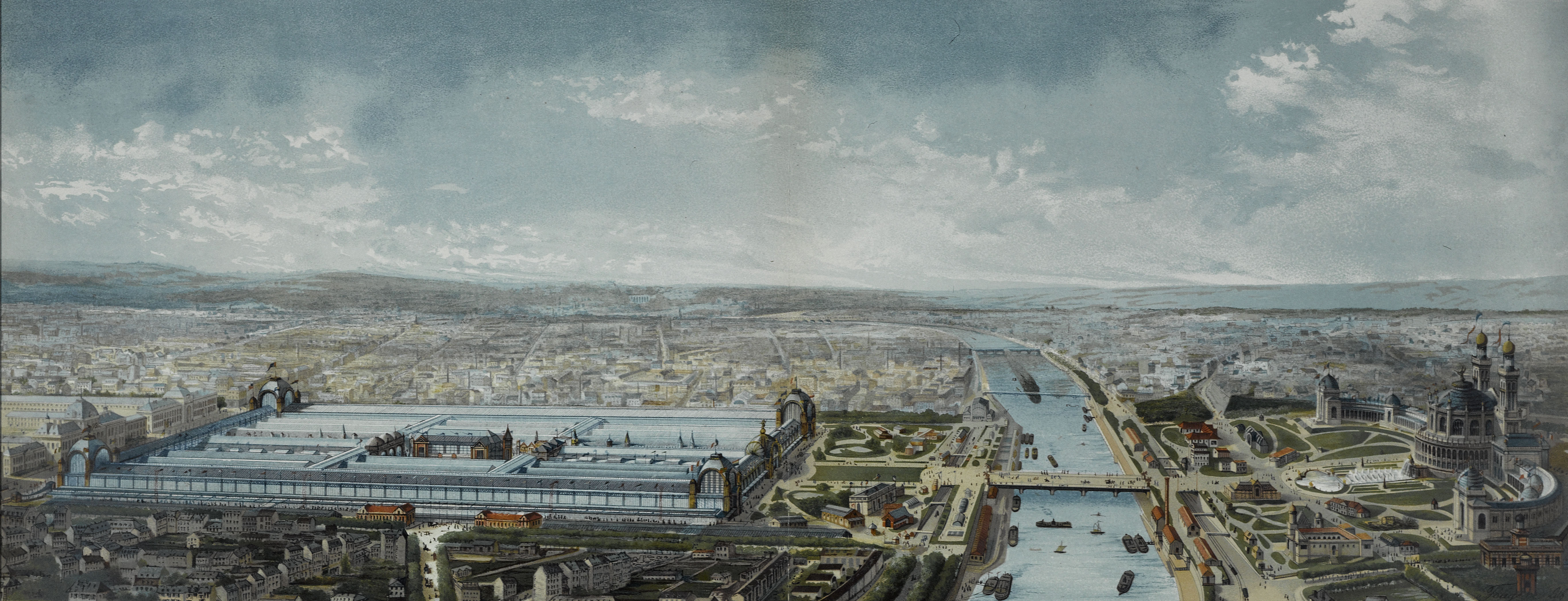
Veduta aerea dell'Esposizione Universale del 1878

L'esposizione venne ospitata nell'area del Champ-de-Mars e della collina di Chaillot e ebbe dimensioni superiori a qualsiasi altro evento simile svoltosi fino a quel momento, occupando complessivamente 75 ettari. Il giorno dell'inaugurazione gli edifici e il quartiere fieristico non erano ancora completi in quanto complicazioni politiche avevano impedito al governo francese di concentrare le sue attività sull'esposizione fino a sei mesi prima della sua apertura. Tuttavia, gli sforzi compiuti in aprile furono prodigiosi e il 1º giugno, un mese dopo l'apertura formale, il sito dell'esposizione fu finalmente completato.
La stazione ferroviaria del Champ de Mars fu ricostruita con quattro binari per accogliere il traffico ferroviario provocato dall'esposizione. Il Pont d'Iéna collegava i due siti espositivi principali, il palazzo del Trocadéro e il palazzo del Champs de Mars. I padiglioni francesi riempivano metà dell'intero spazio espositivo, con il resto diviso tra le altre nazioni del mondo. La Germania era l'unico grande paese non rappresentato, anche se furono esposti alcuni dipinti tedeschi. La delegazione degli Stati Uniti era guidata da una serie di commissari, tra cui Pierce M. B. Young, un ex membro del Congresso degli Stati Uniti e maggiore generale dell'esercito degli Stati Uniti e Floyd Perry Baker, un editore di un giornale del Kansas, nonché altri generali, politici e celebrità.
Il Regno Unito, l'India britannica, il Canada, il Victoria, il Nuovo Galles del Sud, il Queensland, l'Australia meridionale, la colonia del Capo e alcune delle colonie della corona britannica occupavano quasi un terzo dello spazio riservato alle nazioni al di fuori della Francia. I costi del Regno Unito furono coperti dalle entrate consolidate mentre le colonie britanniche parteciparono a proprie spese. La rappresentativa del Regno Unito era sotto il controllo di una commissione reale, di cui il principe di Galles era presidente.

## L'esposizione

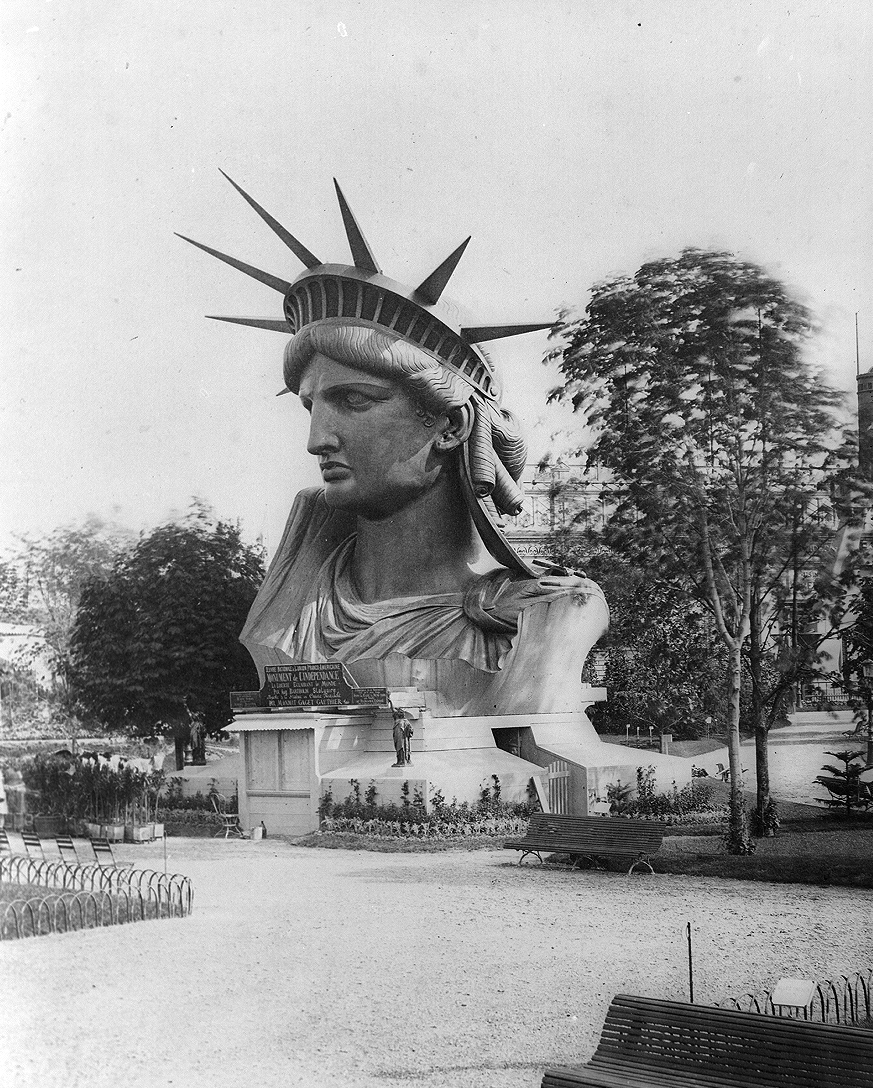
La testa della Statua della Libertà

La mostra di belle arti e nuovi macchinari avvenne su scala molto ampia e completa. L'Avenue des Nations, una strada di 730 metri di lunghezza, fu dedicata a esempi dell'architettura domestica di quasi tutti i paesi d'Europa e di parte dell'Asia, dell'Africa e dell'America. La "Galleria delle macchine" fu ospitata in un edificio metallico, una costruzione industriale a vetri ad archi trasversali bassi, progettata dall'ingegnere Henri de Dion (1828–78). Molti degli edifici e delle statue furono realizzati nel cosiddetto staff, un materiale da costruzione temporaneo a basso costo inventato a Parigi nel 1876, che consisteva in fibra di iuta, gesso e cemento.
Sulla riva settentrionale della Senna fu costruito un elaborato palazzo per la mostra all'estremità di Place du Trocadéro; si trattava di una struttura "moresca", con torri alte 76 metri e fiancheggiata da due gallerie. Aveva un organo Cavaillé-Coll che fu inaugurato con un concerto in cui Charles-Marie Widor suonò la prima della sua Sinfonia per organo n. 6. L'edificio rimase in piedi fino al 1937. 
Il 30 giugno 1878, nel giardino del palazzo del Trocadéro, fu esibita la testa completata della Statua della Libertà, mentre altri pezzi erano in mostra nel Champs de Mars.
Tra le tante invenzioni presentate vi fu il telefono di Alexander Graham Bell. L'illuminazione ad arco elettrico era stata installata lungo tutta l'Avenue de l'Opera e la Place de l'Opéra e le lampadine ad arco Yablochkov erano alimentate da dinamo Zénobe Gramme. Thomas Edison presentò un megafono e un fonografo. Le giurie internazionali giudicarono le varie mostre, assegnando medaglie d'oro, d'argento e di bronzo. Una attrazione popolare era uno zoo umano, chiamato "villaggio nero", composto da 400 "indigeni". Il motore a energia solare di Augustin Mouchot che convertiva l'energia solare in energia meccanica a vapore vinse una medaglia d'oro nella classe 54 per le sue prestazioni, in particolare la produzione di ghiaccio utilizzando il calore solare concentrato. Henry E. Steinway presentò un pianoforte a coda che "ha attirato un'attenzione straordinaria".
Anche il Monoplane del 1874 di Félix du Temple fu esposto all'Esposizione Universale del 1878.

### Premi
- Medaglia d'oro per la pittura: Jan Matejko, for The Hanging of the Sigismund Bell, Union of Lublin e Wacław Wilczek.
- Medaglia d'oro per la fotografia: Aimé Dupont
- Medaglia d'oro per il gioco di carte: New York Consolidated Card Company[2][3]

## Pubblico
L'esposizione attirò oltre 13 milioni di visitatori paganti, rendendola un successo finanziario. Il costo dell'impresa per il governo francese, che si fece carico di tutti i costi di costruzione e funzionamento, fu di poco inferiore al milione di sterline britanniche, tenendo conto anche del valore degli edifici permanenti e del palazzo del Trocadero, venduti al comune di Parigi. Il numero totale di persone che si recarono a Parigi durante il periodo di apertura della mostra fu 571 792, ovvero 308 974 in più rispetto a quelle arrivate nel 1877 e 46 021 in più rispetto alla precedente Esposizione universale del 1867. Oltre all'impulso generale dato al commercio francese, gli introiti legati a dazi e imposte doganali aumentarono di quasi tre milioni di sterline rispetto all'anno precedente.
In concomitanza con l'esposizione, si svolsero numerosi incontri e conferenze per ottenere il consenso su standard internazionali. Lo scrittore francese Victor Hugo presiedette il Congresso per la protezione della proprietà letteraria, che portò alla formulazione finale di leggi internazionali sul copyright. Allo stesso modo, altri incontri furono mirati a standardizzare la corrispondenza postale internazionale. Il Congresso internazionale per il miglioramento della condizione dei ciechi sancì l'adozione mondiale del sistema di lettura tattile Braille.

## Nella cultura di massa
Il romanzo sui viaggi del tempo di Enrique Gaspar El Anacronópete inizia con una conferenza sull'esposizione.
Il romanzo di Eoin Colfer Airman inizia con la nascita del protagonista (Conor Broekhart) all'esposizione.